# Tonos Quindar
Los tonos Quindar son los pitidos que se escuchaban durante las transmisiones de las misiones espaciales estadounidenses del Proyecto Apolo y eran un medio por el cual los transmisores remotos de la Tierra informaban si se encontraban encendidos o apagados, de manera que el comunicador de cápsula (Capcom) podía comunicarse con las tripulaciones de la nave espacial. Era un medio de señalización en banda para simular la acción de los «pulsar para hablar, soltar para escuchar» (comúnmente conocido como PTT, por sus siglas en inglés) que se encuentran comúnmente en los walkie-talkies.

## La necesidad de los tonos Quindar
El Control de Misión (en Houston) permanecía en continuo contacto con los astronautas que viajaban a la Luna, usando una serie de estaciones de seguimiento a lo largo y ancho del Mundo, conectándose de una a otra a medida que el planeta rotaba. Cada estación poseía un sistema de banda-S unificada que se conectaban a Houston a través de líneas telefónicas exclusivas. El sistema BSU era full duplex, aunque el interruptor del micrófono era necesario para bloquear conversaciones locales o el ruido de fondo de que se transmitía. Los astronautas solo necesitaban PTT o interruptor VOX, pero esto era insuficiente para Houston debido a que las líneas telefónicas que conectaban a las estaciones de seguimiento eran analógicas y con ruido de fondo y cruces de conversaciones cuando el canal estaba en silencio. Esto podía molestar a los astronautas o perturbar su sueño.

## Aplicación de los tonos Quindar
Son dos los tonos que se utilizan en el sistema Quindar, el nombre de su fabricante, siendo las dos ondas sinusoidales puras con una duración de 250 ms. El «tono de introducción» se generó en 2.525 Hz y señalaba la «tecla de hablar» del botón PTT. El «tono de salida» fue ligeramente inferior a 2.475 Hz y marcaba la «tecla de cierro» del botón PTT. Los tonos fueron generados por un equipo especial ubicado en el Control de Misión, y eran decodificados por los detectores ubicados en las diferentes estaciones de seguimiento.
La selección de los tonos les permitió viajar en la misma banda de paso como la voz humana, que tiene un rango de 300 Hz a 3.000 Hz.

## Errores comunes alrededor de los tonos Quindar
Hay dos errores comunes que rodean a los tonos Quindar. El primero es que un tono se originaba en la Tierra, mientras que el segundo se creaba en los transmisores utilizados por los astronautas en el espacio. Esta confusión se debe a muchas comunicaciones «Tierra-espacio» eran iniciadas por el Control de Misión y respondidas por los astronautas. En esta secuencia, el CapCom pulsaba el PTT que enviaba el tono de introducción y luego hablaba. Cuando terminaba, el Capcom soltaba el PTT que enviaba el tono de cierre y los astronautas responderían a Control de Misión. Por lo tanto, las transmisiones consistirían en un «bip», seguido de Houston, luego otro «bip» y la voz de los astronautas.
Otra idea falsa sobre los tonos Quindar es que fueron diseñados para indicar el final de una transmisión, similar a un tono de cortesía utilizado en muchos repetidores de radio half-duplex. Esto no era necesario, porque el BSU del Apolo era full-duplex. (Esto no se refiere a las distintos sistemas half-duplex de VHF-AM utilizados durante el lanzamiento y el amerizaje.)
Al igual que los teléfonos móviles, Houston y el Apolo transmitían de forma continua en frecuencias separadas. Ambos extremos también transmitían continuamente sus subportadoras de voz en FM. No existía nada que no fuera el deseo de evitar la confusión que impidiera mantener una conversación entre astronauta y Capcom al mismo tiempo. A menudo, esto sucedía debido al retardo de tres segundos de las señales de radio de ida y vuelta entre la Tierra y la Luna.
El único propósito de los tonos Quindar era para silenciar el enlace de audio para evitar molestar a los astronautas cuando el Capcom no tenía nada que decir. Los tonos eran necesarias debido a que la función de silencio tuvo que ser colocada en el mando a distancia del transmisor de enlace para silenciar el ruido de las interferencias en el circuito telefónico de Houston así como el ruido de fondo en el control de la misión. Los astronautas ni siquiera escuchaban los tonos Quindar, ya que eran filtrados antes de su transmisión.
Un sustituto digital moderno para el sistema analógico del Apolo no tendría ninguna necesidad de los tonos Quindar. Un circuito de transmisión digital de Houston a los enlaces no añadiría nada de ruido al canal y el ruido de fondo en Houston se podía evitar con un conmutador local. Incluso, si hubiera una necesidad de un control remoto en un transmisor, se podría realizar con una inaudible señal fuera-de-banda digital.  

## Origen del nombre
Los tonos Quindar fueron nombrados así por el fabricante Quindar Electronics, Inc. Glen Swanson, historiador del NASA Johnson Space Center que editó la colección de Transcripción de las Misiones y Steve Schindler, un ingeniero de sistemas de voz en el Centro Kennedy de la NASA, confirmaron el origen del nombre. «Los tonos Quindar, llamados así por el fabricante de sistemas de generación de tonos y equipos de detección que se utilizaban para encender y apagar los transmisores a control remoto en las estaciones de seguimiento».